# Liste der Biografien/Meu
Liste der Biografien |
Portal Biografien |
Personensuche
# |
A |
B |
C |
D |
E |
F |
G |
H |
I |
J |
K |
L |
M |
N |
O |
P |
Q |
R |
S |
T |
U |
V |
W |
X |
Y |
Z |
?
 
Ma |
Mb |
Mc |
Md |
Me |
Mf |
Mg |
Mh |
Mi |
Mj |
Mk |
Ml |
Mm |
Mn |
Mo |
Mp |
Mq |
Mr |
Ms |
Mt |
Mu |
Mv |
Mw |
Mx |
My |
Mz
 
Mea–Mee |
Mef |
Meg |
Meh |
Mei |
Mej |
Mek |
Mel |
Mem |
Men |
Meo |
Mep |
Mer |
Mes |
Met |
Meu |
Mev |
Mew |
Mex |
Mey |
Mez
Die Liste der Biografien führt alle Personen auf, die in der deutschsprachigen Wikipedia einen Artikel haben. Dieses ist eine Teilliste mit 255 Einträgen von Personen, deren Namen mit den Buchstaben „Meu“ beginnt.

## Meu

### Meuc
- Meucci, Antonio (1808–1889), italienisch-US-amerikanischer ErfinderAntonio Meucci (1808–1889)

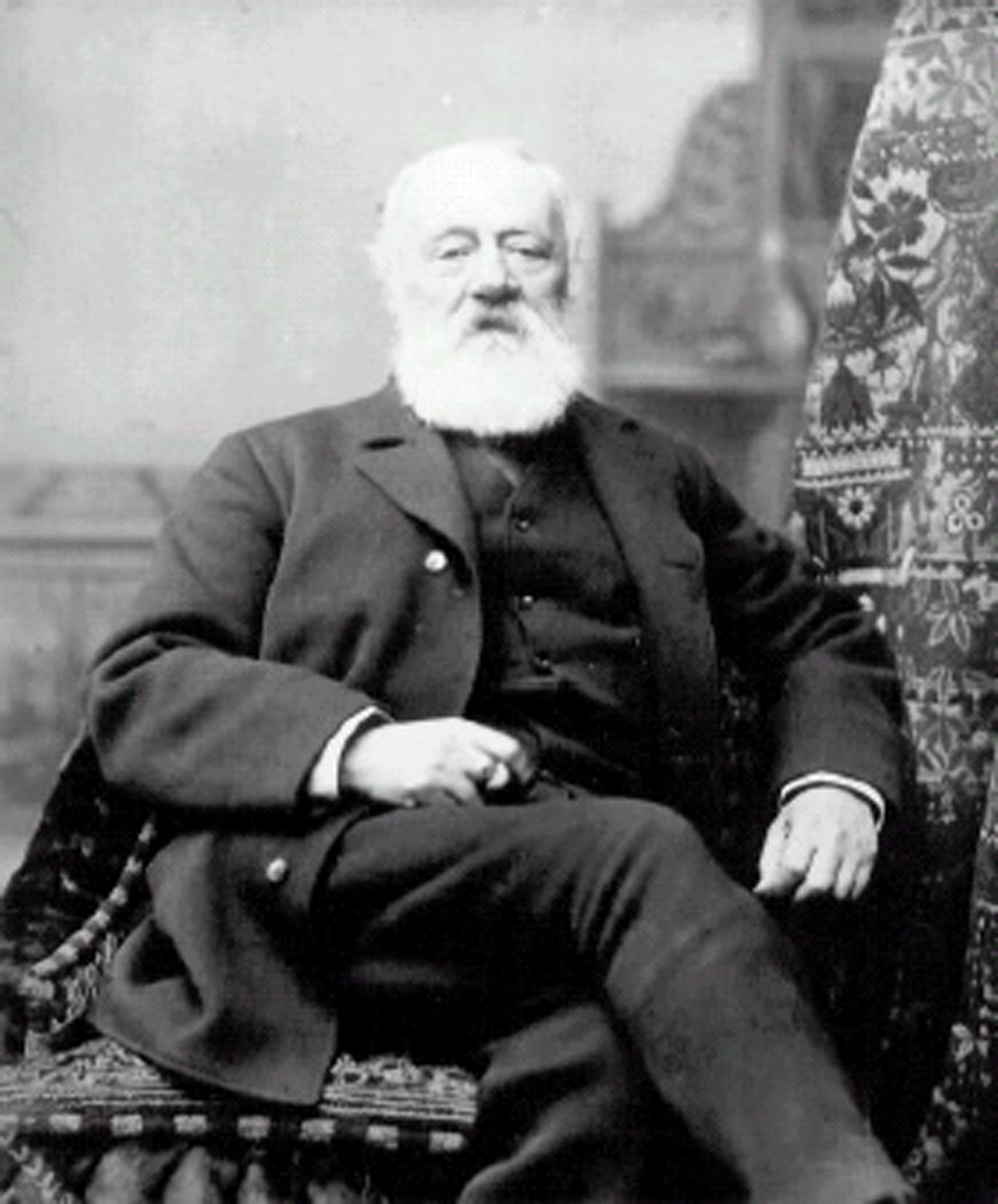
Antonio Meucci (1808–1889)

- Meucci, Daniele (* 1985), italienischer Langstreckenläufer
- Meucci, Renato (* 1958), italienischer Musikwissenschaftler und Hochschullehrer
- Meucci, Vincenzo (1694–1766), Florentiner Maler
- Meuche, Katrin (* 1962), deutsche Pädagogin und Sachbuchautorin
- Meuche, Paul (1871–1943), deutscher Buchhändler und Verleger
- Meuche-Mäker, Meinhard (* 1958), deutscher Politikwissenschaftler und Autor

### Meud
- Meudt, Guido (* 1953), deutscher Vorsitzender der Pfarrer-Landvogt-Hilfe
- Meudtner, Ilse (1910–1990), deutsche Wassersportlerin, Tänzerin, Choreografin und Journalistin

### Meue
- Meuer, Gerda (* 1958), deutsche Journalistin
- Meuer, Hans-Werner (1936–2014), deutscher Mathematiker und Informatiker
- Meuer, Steffen (* 1999), deutscher Fußballspieler

### Meuf
- Meuffels, Hans Otmar (* 1957), deutscher katholischer Dogmatiker und Hochschullehrer
- Meuffels, Heinrich (1927–2015), deutscher Politiker (CDU), MdL
- Meuffels, Koen (* 1994), niederländischer Motorradrennfahrer

### Meul
- Meul, Hannah (* 2001), deutsche Sport- und WettkampfkletterinHannah Meul (* 2001)

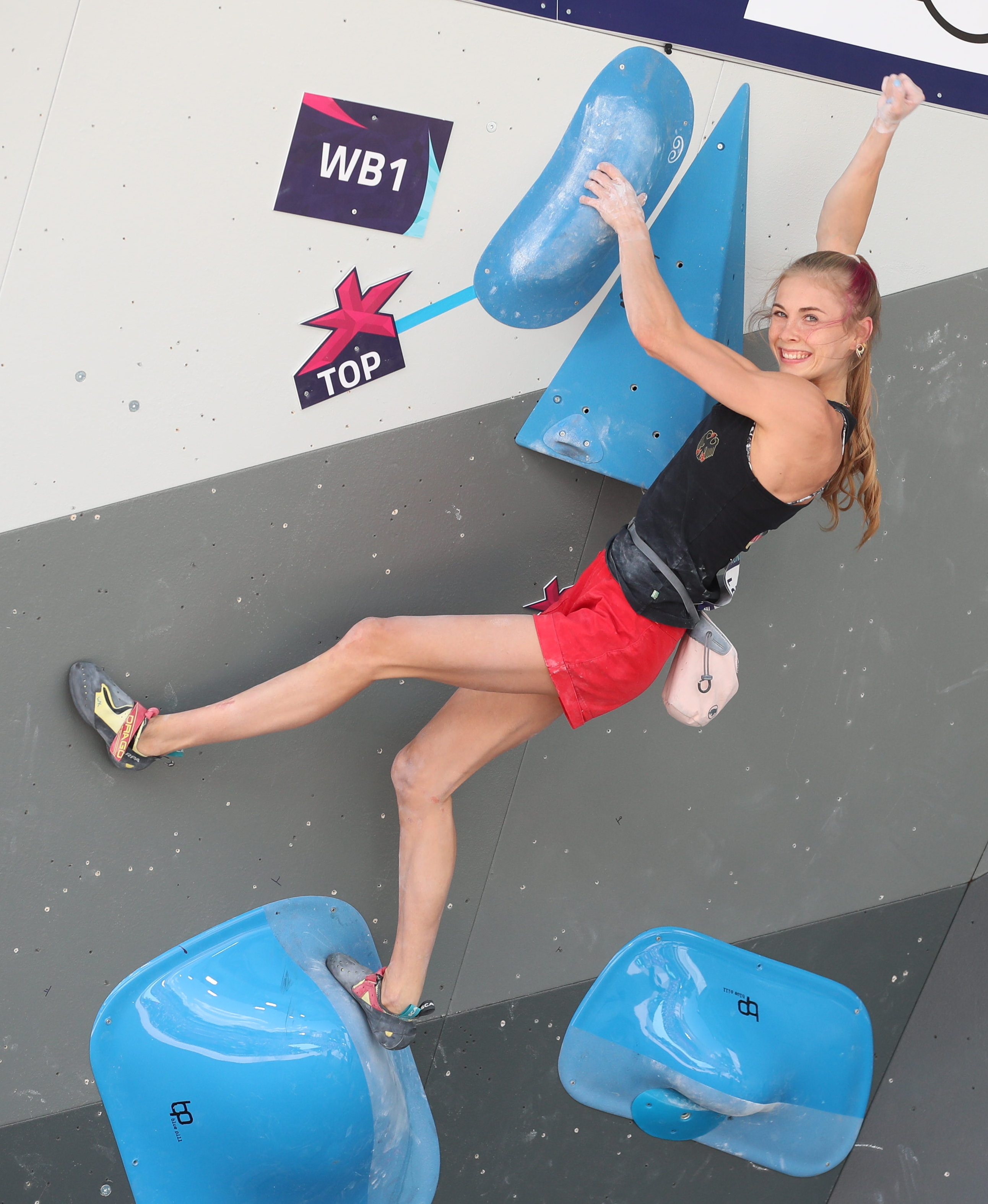
Hannah Meul (* 2001)

- Meul, Klaus (* 1957), deutscher Fußballspieler
- Meul, Robby (* 1981), belgischer Radrennfahrer
- Meulan, Pauline de (1773–1827), französische Schriftstellerin
- Meule, Adrian (* 1983), deutscher Psychologe, Hochschullehrer und Autor
- Meuleman, August (1906–2000), belgischer Radrennfahrer und Schrittmacher
- Meuleman, Maurice (1934–1998), belgischer Radrennfahrer
- Meuleman, Wim (1910–1988), niederländischer Fußballfunktionär
- Meulemann, Heiner (* 1944), deutscher Soziologe und Hochschullehrer
- Meulemans, Arthur (1884–1966), belgischer Komponist und Dirigent
- Meulemeester, Madeleine De (1904–1996), belgische Pfadinderin und Gerechte unter den Völkern
- Meulen, Adam Frans van der († 1690), flämischer Maler
- Meulen, Ephrem van der (1801–1884), deutscher Priester, Schulleiter und Zisterzienser, Abt des Klosters Oelenberg
- Meulen, Gejus van der (1903–1972), niederländischer Fußballtorhüter
- Meulen, Jean van der (1525–1575), flämischer Kanonist und Universitätsprofessor
- Meulen, Jelle van der (* 1950), niederländischer Autor
- Meulen, Karst van der (* 1949), niederländischer Filmschaffender
- Meulen, Leendert van der (1937–2015), niederländischer Radrennfahrer
- Meulen, Manoe (* 1978), niederländische Fußballspielerin
- Meulen, Max van der (* 2004), niederländischer Radrennfahrer
- Meulen, Michael van der (* 1960), deutscher Ingenieur und Historiker
- Meulen, Servaes van der (1525–1592), franko-flämischer Komponist und Organist der Renaissance
- Meulen, Timothy van der (* 1990), niederländischer Fußballspieler
- Meulenaere, Herman de (1923–2011), belgischer Ägyptologe
- Meulenbelt, Anja (* 1945), niederländische Publizistin und Politikerin (SP)Anja Meulenbelt (* 1945)

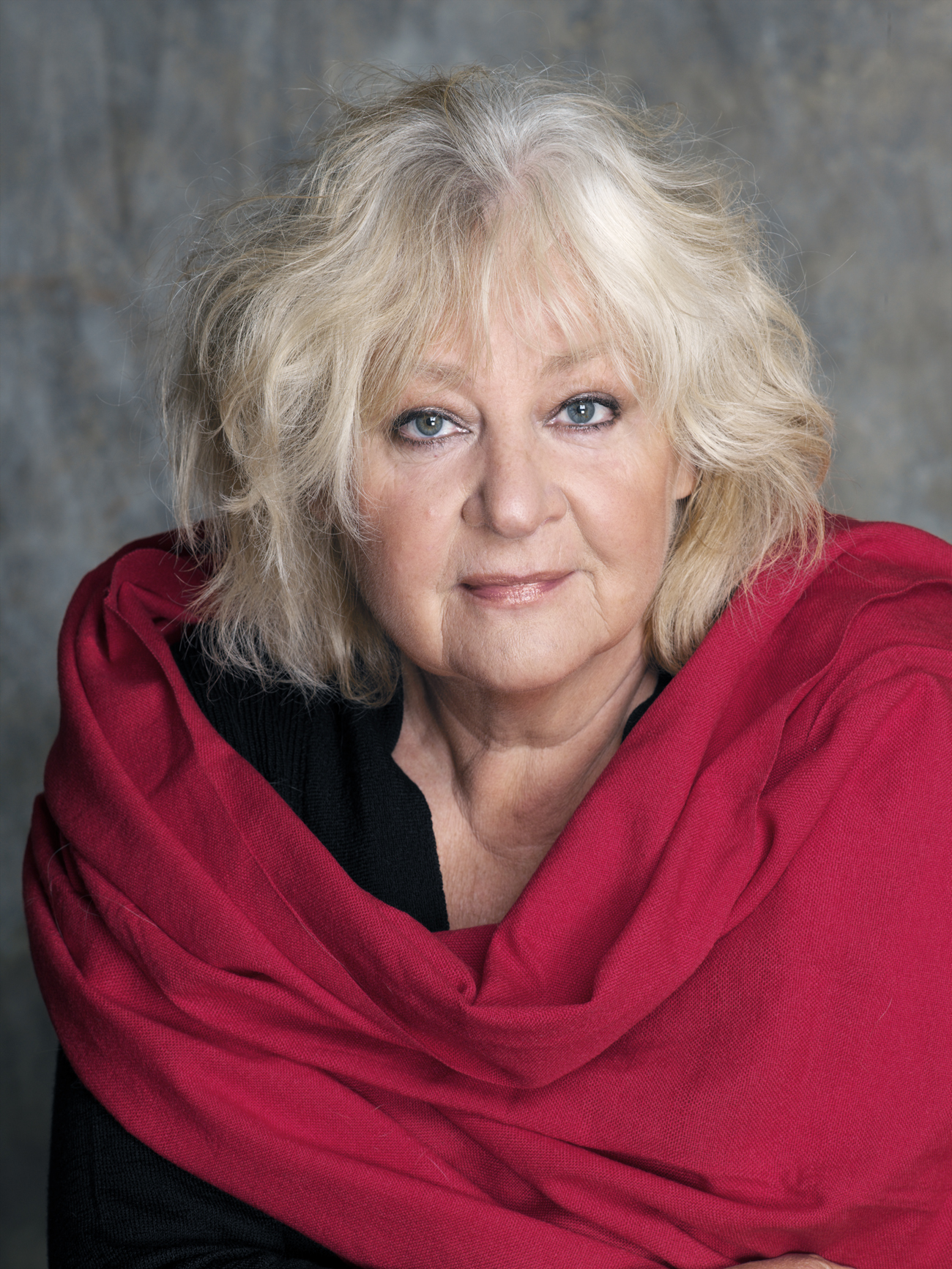
Anja Meulenbelt (* 1945)

- Meulenberg, Eloi (1912–1989), belgischer Radrennfahrer
- Meulenberg, Johann (1923–2008), deutscher Fußballspieler
- Meulenberg, Kyra (* 1994), niederländische Triathletin
- Meulenberg, Martin (1872–1941), deutscher Ordensgeistlicher, römisch-katholischer Bischof in Island
- Meulenbergh, Carl (* 1943), deutscher Politiker (CDU), MdL
- Meulenbergh, Gottfried (1826–1875), Friedensrichter, Reichstagsabgeordneter
- Meulendijks, Judith (* 1978), niederländische Badmintonspielerin
- Meulener, Pieter (1602–1654), flämischer Maler
- Meulengracht Madsen, Vigo (1889–1979), dänischer Turner
- Meulengracht, Einar (1887–1976), dänischer Mediziner
- Meulengracht-Madsen, Hans (1885–1966), dänischer Segler
- Meulenhof, Mike van de (* 1999), niederländischer Fußballtorwart
- Meulenkamp, Ron (* 1988), niederländischer Dartspieler
- Meulensteen, René (* 1964), niederländischer Fußballtrainer
- Meuli, Daniela (* 1981), Schweizer Snowboarderin
- Meuli, Hans (1897–1971), Schweizer Militärarzt und Oberfeldarzt der Armee
- Meuli, Karl (1891–1968), Schweizer Ethnologe und Altphilologe
- Meuli, Martin (* 1955), Schweizer Arzt und Pieonier in Kinder- und Fötalchirurgie
- Meuli, Rodolfo (1914–1940), Schweizer Militärpilot
- Meulien, Pierre, irischer Molekularbiologe
- Meulstee, Louis, niederländischer Technikhistoriker und Autor

### Meum
- Meumann, Eberhard (1942–2024), deutscher Pädagoge
- Meumann, Ernst (1862–1915), deutscher Experimentalpsychologe
- Meumann, Ernst (1900–1965), deutscher Psychiater und Anstaltsleiter, beteiligt an den NS-Krankenmorden im Rahmen der T4-Aktion
- Meumann, Friedrich (* 1869), deutscher Maler, Grafiker und Kunstlehrer

### Meun
- Meunier, Alain (* 1942), französischer Cellist und Musikpädagoge
- Meunier, Alain (1952–1980), französischer Radrennfahrer
- Meunier, Bernard (* 1947), französischer Chemiker und Wissenschaftsmanager
- Meunier, Charles (1903–1971), belgischer Radrennfahrer
- Meunier, Claude-Marie (1770–1846), französischer Divisionsgeneral der Infanterie
- Meunier, Constantin (1831–1905), belgischer Bildhauer und MalerConstantin Meunier (1831–1905)

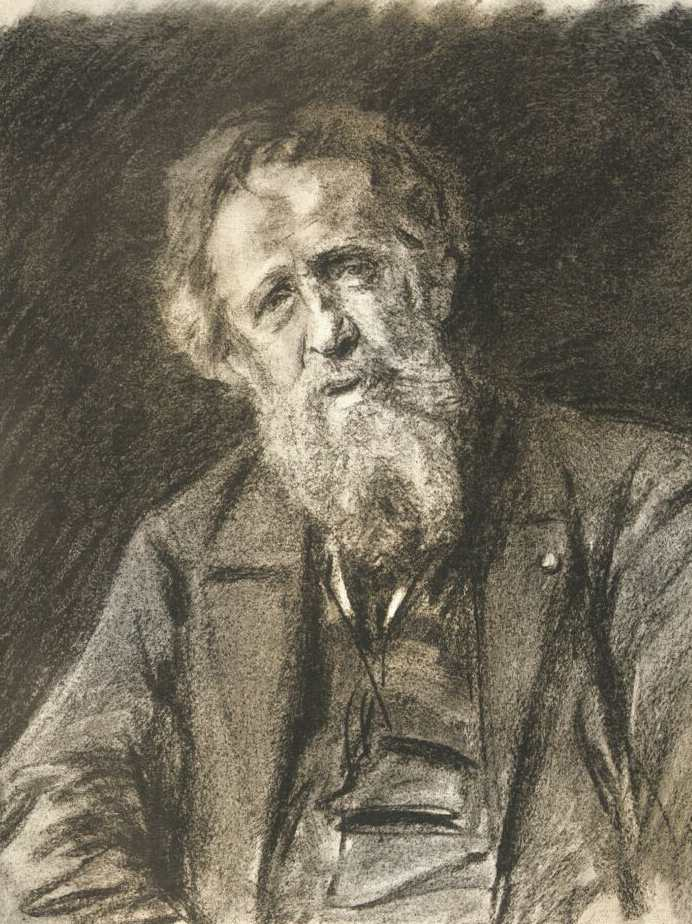
Constantin Meunier (1831–1905)

- Meunier, David (* 1973), luxemburgisch-US-amerikanischer Schauspieler
- Meunier, Édouard (* 1894), französischer Radrennfahrer
- Meunier, Fernand (1868–1926), belgischer Entomologe
- Meunier, Georges (1925–2015), französischer Radrennfahrer
- Meunier, Henri (1873–1922), belgischer Maler, Radierer, Plakatkünstler und Briefmarkenkünstler
- Meunier, Hubert (* 1959), luxemburgischer Fußballspieler
- Meunier, Jean-Baptiste (1786–1858), französischer naturwissenschaftlicher Illustrator
- Meunier, Jean-Charles (1934–2001), französischer Filmregisseur, Drehbuchautor und Animator
- Meunier, Jean-Claude (1950–1985), französischer Radrennfahrer
- Meunier, Karl (1902–1986), deutscher Biologe und NSDAP-Funktionär
- Meunier, Laurent (* 1979), französischer Eishockeyspieler
- Meunier, Lionel (* 1981), Sänger (Bass) und Chorleiter
- Meunier, Maurice (1925–1990), französischer Jazzmusiker
- Meunier, Thomas (* 1991), belgischer FußballspielerThomas Meunier (* 1991)

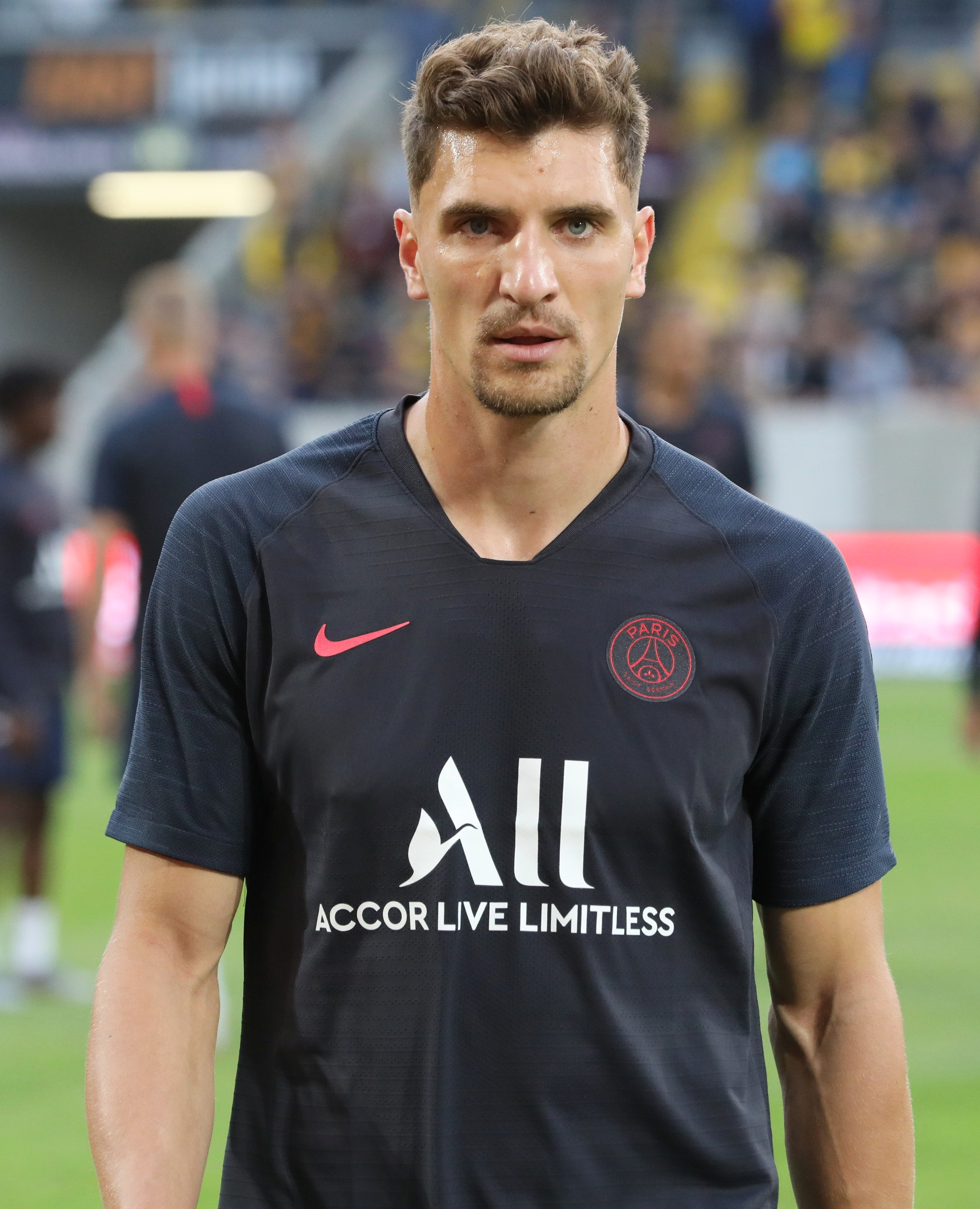
Thomas Meunier (* 1991)

### Meup
- Meupiyou, Bastien (* 2006), französisch-kamerunischer Fußballspieler

### Meur
- Meur, Loïc Le (* 1972), französischer Entrepreneur und Blogger
- Meurdrac, Marie, französische Chemikerin
- Meuren, Daniel (* 1973), deutscher Sportjournalist mit Schwerpunkt Fußball
- Meurent, Victorine (1844–1927), französische Malerin und Modell von Édouard Manet
- Meurer, Adele (1852–1923), deutsche Frauenrechtlerin
- Meurer, Alexander (1862–1948), deutscher Vizeadmiral der Kaiserlichen Marine und Marinehistoriker
- Meurer, Andreas (* 1962), deutscher Musiker, Bassist der Band Die Toten HosenAndreas Meurer (* 1962)

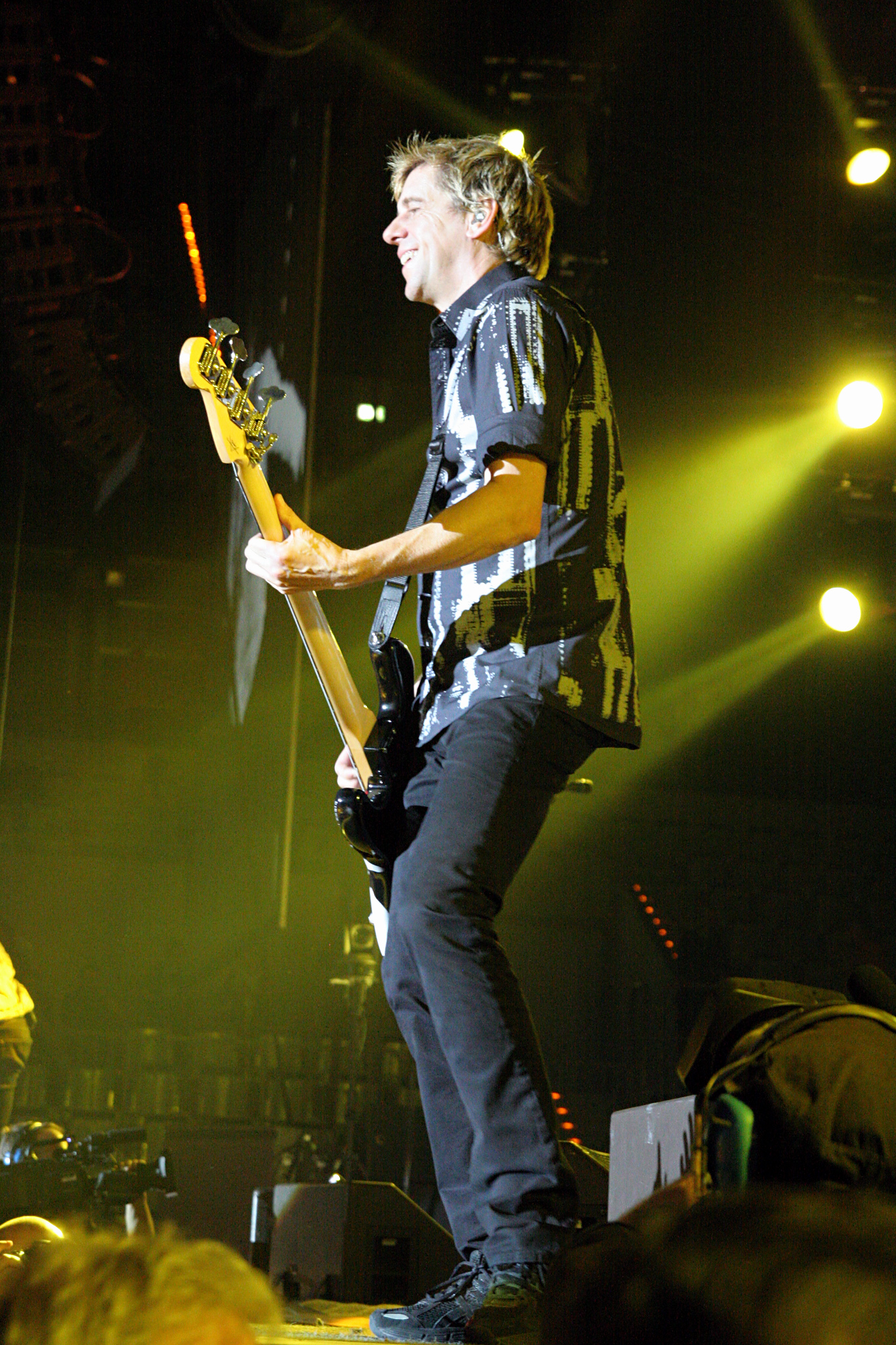
Andreas Meurer (* 1962)

- Meurer, Anton (1919–1990), deutscher Politiker (CDU), MdBB und Lehrer
- Meurer, Bärbel (1944–2024), deutsche Soziologin
- Meurer, Bernd (1935–2011), deutscher Architekt und Hochschullehrer, Gestalter, Autor
- Meurer, Christian (1856–1935), deutscher Staats- und Kirchenrechtler
- Meurer, Christian Friedrich (1625–1695), deutscher Jurist und Beamter
- Meurer, Christian Konrad (* 1958), deutscher Journalist und freier Autor
- Meurer, Dieter (1943–2000), deutscher Rechtswissenschaftler
- Meurer, Dominik (* 1974), deutscher Schauspieler, Autor und Regisseur
- Meurer, Elfriede (* 1958), rheinland-pfälzische Politikerin (CDU), MdL
- Meurer, Ernst (1884–1956), deutscher Aquarellmaler
- Meurer, Ernst Friedrich (1660–1722), königlich-polnischer und kurfürstlich-sächsischen Rat und Oberamtmann des Thüringischen Kreises in Tennstedt
- Meurer, Franz (* 1951), deutscher Geistlicher
- Meurer, Friedbert (* 1959), deutscher JournalistFriedbert Meurer (* 1959)

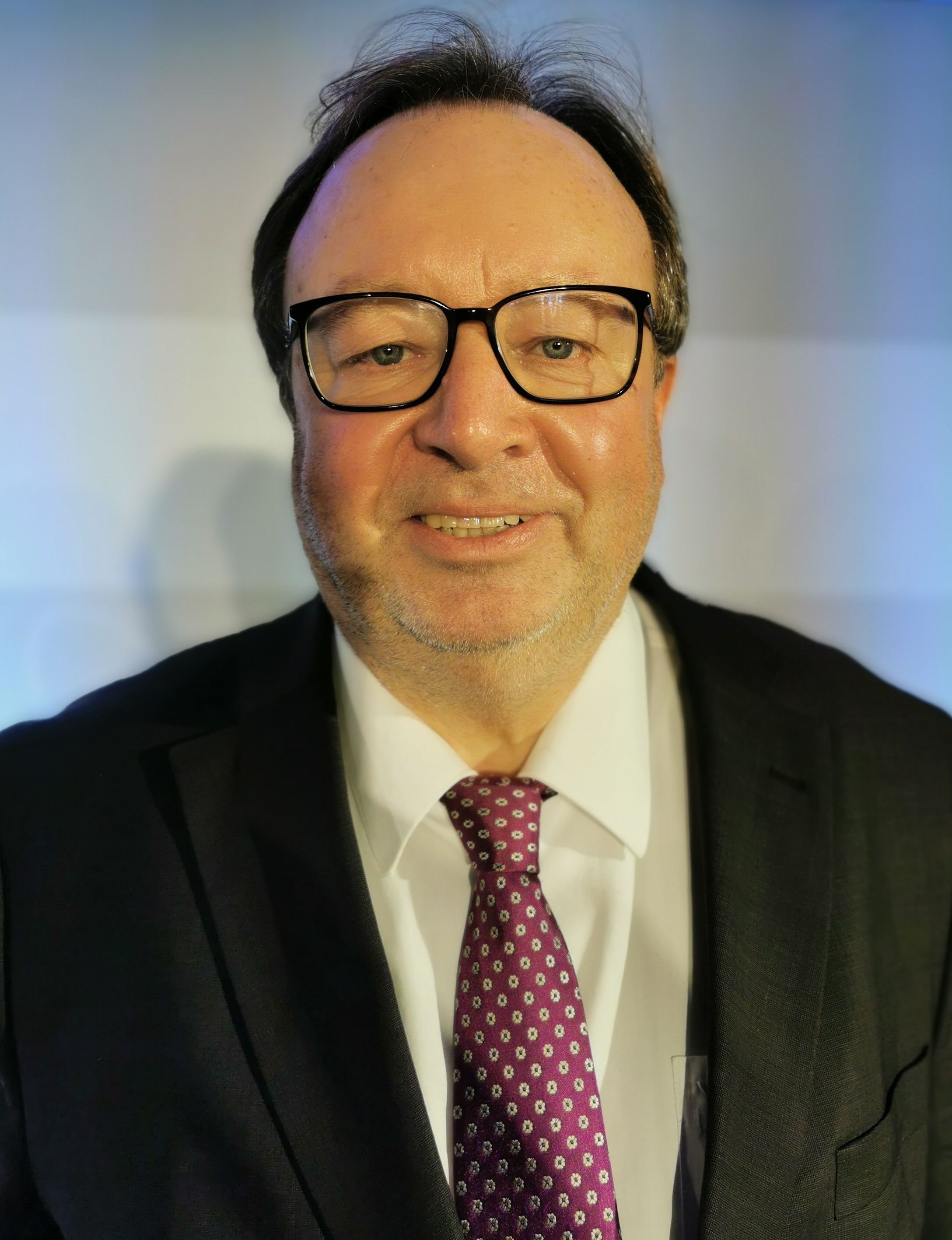
Friedbert Meurer (* 1959)

- Meurer, Friedrich (1792–1866), deutscher Pharmakologe und Mediziner
- Meurer, Fritz (* 1896), deutscher Offizier, zuletzt Oberst im Zweiten Weltkrieg
- Meurer, Georg (1892–1979), deutscher Sportjournalist
- Meurer, Gianni (* 1974), deutscher Schauspieler
- Meurer, Hans (* 1952), deutscher Historiker und Erwachsenenbildner
- Meurer, Harald (* 1959), deutscher Internetunternehmer
- Meurer, Heinrich (1643–1690), deutscher Kommunalpolitiker, Bürgermeister von Hamburg
- Meurer, Herbert (* 1946), deutscher Schauspieler
- Meurer, Horst (1934–2023), deutscher Fußballspieler und -trainer
- Meurer, Hugo (1869–1960), deutscher Vizeadmiral
- Meurer, Jens (* 1963), deutscher Filmproduzent, Regisseur und Drehbuchautor
- Meurer, Johann Christoph (1598–1652), deutscher Jurist und Diplomat
- Meurer, Johann Christoph (1668–1740), lutherischer Geistlicher
- Meurer, Julius (1838–1923), deutsch-österreichischer Bergsteiger, Publizist
- Meurer, Karl Christian (1815–1892), württembergischer Oberamtmann
- Meurer, Kurt Erich (1891–1962), deutscher Lyriker und Übersetzer
- Meurer, Leonhard (1916–1991), deutscher Priester der Römisch-katholischen Kirche
- Meurer, Liro Vendelino (* 1954), brasilianischer Geistlicher, römisch-katholischer Bischof von Santo Ângelo
- Meurer, Manfred (1908–1979), deutscher Schauspieler und Synchronsprecher
- Meurer, Manfred (1947–2012), deutscher Geograph, Professor für Geographie und Geoökologie an der Universität Karlsruhe
- Meurer, Markus (* 1959), deutscher Outsider Art-Künstler
- Meurer, Michael († 1537), lutherischer Theologe, Kirchenliedkomponist und Reformator
- Meurer, Moritz (1806–1877), deutscher lutherischer Theologe und Kirchenhistoriker
- Meurer, Moritz (1839–1916), deutscher Maler und Grafiker sowie Kunstpädagoge
- Meurer, Noe († 1583), deutscher Jurist und Autor
- Meurer, Peter H. (1951–2020), deutscher Kartographiehistoriker und Autor
- Meurer, Philipp († 1607), deutscher Jurist, Geheimer Rat und Vizekanzler
- Meurer, Rita (* 1956), deutsche Weitspringerin
- Meurer, Rosaline (* 1992), gambisch-nigerianische Filmschauspielerin und -produzentin
- Meurer, Siegfried (1840–1926), deutscher Maschinenbauer, Unternehmer und Bergsteiger
- Meurer, Siegfried (1908–1997), deutscher Maschinenbauingenieur, Entwickler des MAN-M-Motors
- Meurer, Siegfried (1931–2001), deutscher evangelischer Pfarrer, Generalsekretär der Deutschen Bibelgesellschaft
- Meurer, Tanja (* 1973), deutsche Schriftstellerin und Illustratorin
- Meurer, Thomas (1966–2010), deutscher Lehrer, Theologe und Autor
- Meurer, Ulrich (1954–2016), deutscher AIDS-Aktivist
- Meurer, Ursula (* 1955), deutsche Politikerin (SPD), MdL
- Meurer, Werner (1911–1986), deutscher Holz-, Stein- und Bronzebildhauer
- Meurer, Willi (1915–1981), deutscher Radrennfahrer
- Meurer, Wolfgang (1513–1585), deutscher Mediziner
- Meurer, Wolfgang († 1663), kursächsischer Oberstleutnant und Rittergutsbesitzer
- Meurers, Heinrich von (1888–1953), deutscher katholischer Theologe und Liturgiewissenschaftler
- Meurers, Joseph (1909–1987), deutscher Astronom, Astrophysiker und Naturphilosoph
- Meurers, Klaus (1940–2019), deutscher Arzt, Generalarzt der Luftwaffe
- Meurers-Balke, Jutta (* 1949), deutsche Archäologin und Archäobotanikerin
- Meures, Susanne Regina (* 1977), Filmregisseurin
- Meurgues, Geneviève (1931–2021), französische Ingenieurin und Kuratorin
- Meurice, Paul (1818–1905), französischer Schriftsteller
- Meurice, Pedro (1932–2011), kubanischer Geistlicher, römisch-katholischer Bischof von Santiago de Cuba
- Meurier, Gabriel, franko-flämischer Grammatiker, Lexikograf und Fremdsprachendidaktiker
- Meurin, Ernst (1885–1970), deutscher Autor und Kreisheimatpfleger von Wiedenbrück
- Meurin, Leo (1825–1895), deutscher Jesuit, Theologe, Missionar, Erzbischof von Port-Louis (Mauritius)
- Meuring, Friedrich (1882–1973), niederländischer Schwimmer
- Meuris, Georges (1907–1984), belgisch-französischer Fußballspieler und -trainer
- Meurisse, Catherine (* 1980), französische Karikaturistin, Cartoonistin und Autorin von Graphic Novels
- Meurisse, Nina (* 1988), französische FilmschauspielerinNina Meurisse (* 1988)

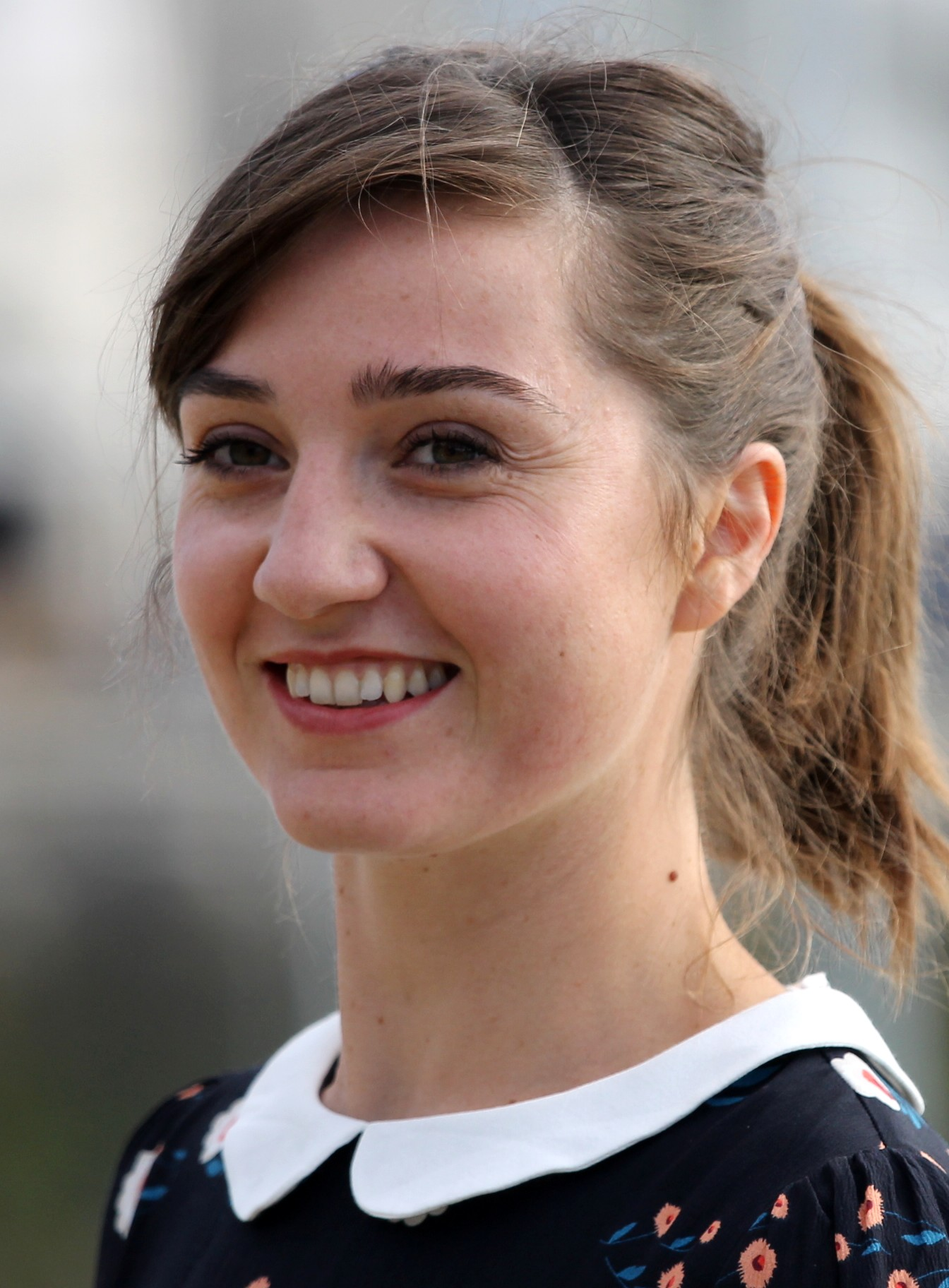
Nina Meurisse (* 1988)

- Meurisse, Paul (1912–1979), französischer Schauspieler
- Meurisse, Théo (1933–1993), französischer Filmarchitekt
- Meurisse, Xandro (* 1992), belgischer Radrennfahrer
- Meurkens, Hendrik (* 1957), niederländischer Jazzmusiker
- Meurl von Leombach, Bernhard (1452–1526), Bischof von Cembalo, Weihbischof in Passau
- Meurman, Arne (* 1956), schwedischer Mathematiker
- Meurmans, Augustin (* 1997), belgischer Hockeyspieler
- Meuron, Albert de (1823–1897), Schweizer Landschafts-, Genre-, Historien- und Porträtmaler der Düsseldorfer Schule
- Meuron, Auguste de (1813–1898), schweizerisch-deutscher Architekt
- Meuron, Auguste-Frédéric de (1789–1852), Schweizer Kaufmann und Industrieller
- Meuron, Charles-Daniel de (1738–1806), Schweizer Offizier in französischen Diensten, Militärunternehmer in niederländischen und britischen Diensten; britischer Generalleutnant
- Meuron, Charles-Gustave de (1779–1830), preußischer Offizier und Diplomat
- Meuron, David-Henri de (1742–1825), Kaufmann, Bankier und Fabrikant
- Meuron, Elisabeth de (1882–1980), Schweizer Aristokratin, Berner OriginalElisabeth de Meuron (1882–1980)

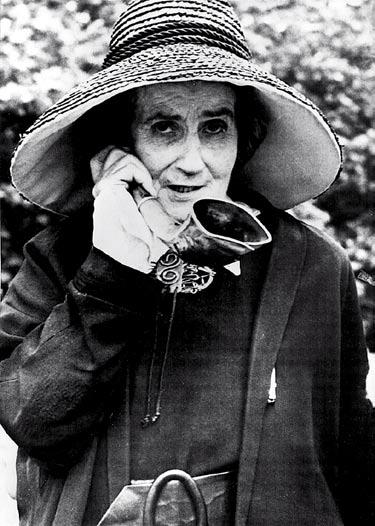
Elisabeth de Meuron (1882–1980)

- Meuron, Maximilien de (1785–1868), Schweizer Maler
- Meuron, Pierre de (* 1950), Schweizer Architekt
- Meuron, Pierre-Frédéric de (1746–1813), Schweizer Kommandant des Regiments de Meuron in holländischen und britischen Diensten, Militärgouverneur von Ceylon und Generalleutnant der British Army
- Meurs, Cornelis Theodorus van (1799–1894), niederländischer Politiker und Generalleutnant
- Meurs, Johannes van (1579–1639), niederländischer Altphilologe und Historiker

### Meus
- Meusburger, Catherine (* 1978), österreichische Mathematikerin und Physikerin
- Meusburger, Cornelia (* 1972), österreichische Skirennläuferin
- Meusburger, Herbert (1953–2023), österreichischer Bildhauer
- Meusburger, Peter (1942–2017), österreichischer Geograph und Hochschullehrer
- Meusburger, Simon (* 1974), österreichischer Komponist, Regisseur und Direktor des Wiener Schubert Theaters
- Meusburger, Stefan (* 1993), österreichischer Fußballspieler
- Meusburger-Garamszegi, Yvonne (* 1983), österreichische Tennisspielerin
- Meuschel, Sigrid (1944–2016), deutsche Politikwissenschaftlerin
- Meuschen, Friedrich Christian (1719–1811), deutscher Malakologe und Diplomat
- Meuschen, Johann Gerhard (1680–1743), deutscher lutherischer Theologe und Geistlicher
- Meusebach, Christian Carl von (1734–1802), deutscher Jurist und anhalt-zerbstischer Kammerrat sowie Schlossbesitzer
- Meusebach, Karl Hartwig Gregor von (1781–1847), deutscher Jurist, Literaturwissenschaftler und Sammler
- Meusebach, Otfried Hans von (1812–1897), deutscher RegierungsbeamterOtfried Hans von Meusebach (1812–1897)

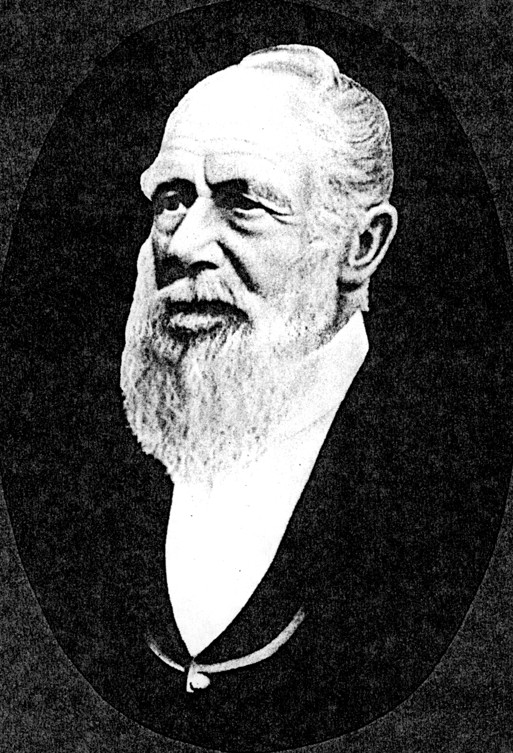
Otfried Hans von Meusebach (1812–1897)

- Meusel, Alfred (1896–1960), deutscher Soziologe und Historiker, MdV, Direktor des Museums für Deutsche Geschichte
- Meusel, Dirk (* 1977), deutscher Ruderer
- Meusel, Edmund (1876–1960), deutscher Bildhauer
- Meusel, Erich (1904–1945), deutscher Politiker (NSDAP), Bürgermeister von Hochheim am Main und Bad Homburg vor der Höhe
- Meusel, Ernst (1881–1933), deutscher Konteradmiral
- Meusel, Ernst-Joachim (1932–2006), deutscher Jurist
- Meusel, Fritz (* 1921), deutscher Fußballspieler
- Meusel, Heinrich (1844–1916), deutscher Klassischer Philologe und Gymnasialdirektor
- Meusel, Heinz (* 1932), deutscher Sportwissenschaftler und Hochschullehrer
- Meusel, Hermann (1909–1997), deutscher Botaniker
- Meusel, Johann Georg (1743–1820), deutscher Historiker, Lexikograph und BibliographJohann Georg Meusel (1743–1820)

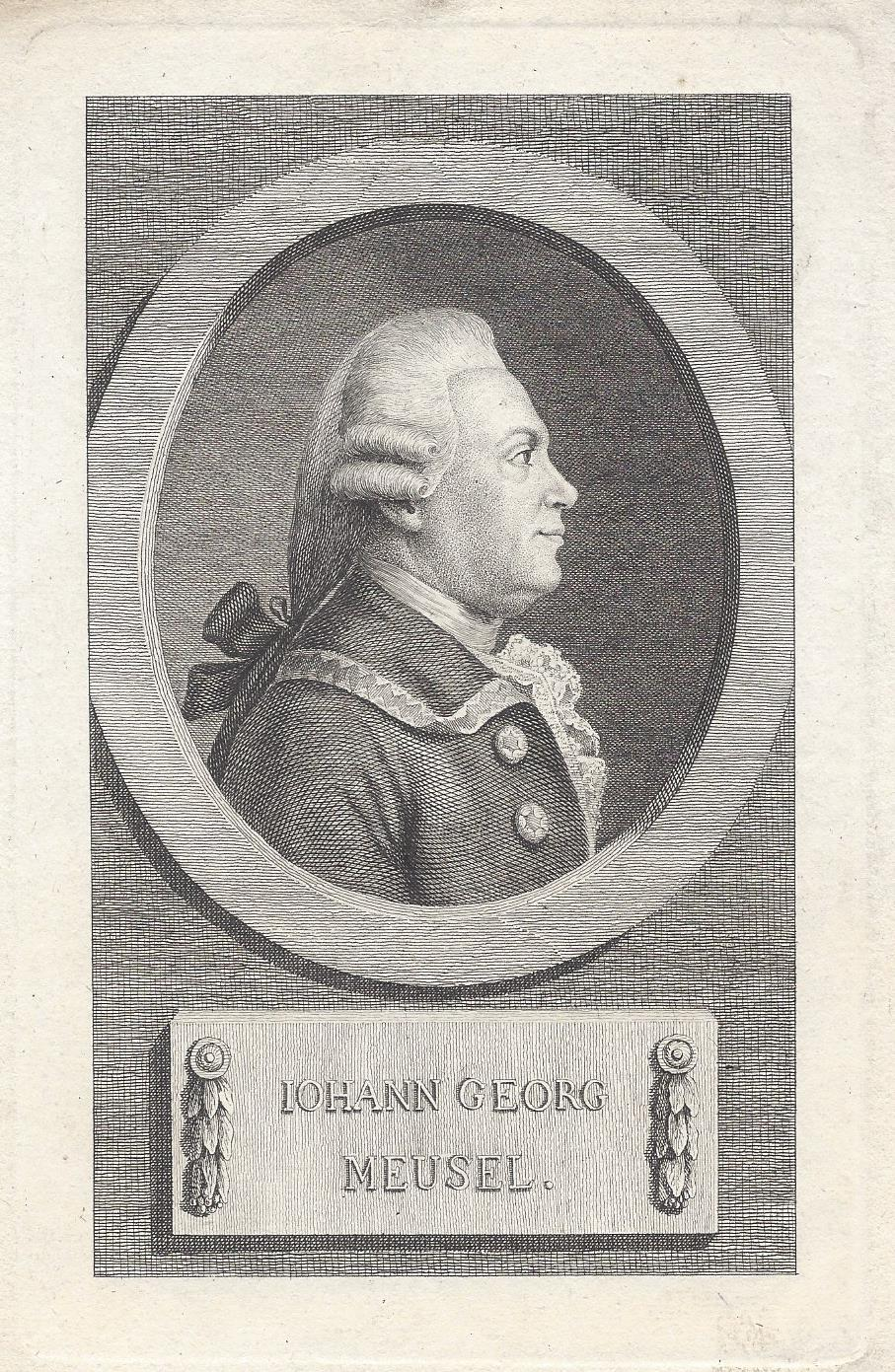
Johann Georg Meusel (1743–1820)

- Meusel, Karl (1912–1986), deutscher Maler
- Meusel, Marga (1897–1953), deutsche Fürsorgerin und Gerechte unter den Völkern
- Meusel, Matthias (* 1976), deutscher Musiker, Komponist, Arrangeur und Musikproduzent
- Meusel, Otto Theodor (1832–1906), deutscher Politiker, MdR, sächsischer Landtagsabgeordneter
- Meusel, Rainer (* 1936), deutscher Jurist und Autor
- Meusel, René (* 1982), deutscher Choreograf, Regisseur und Tänzer
- Meusel, Wilhelm Ludwig von (1724–1787), preußischer Offizier, Ritter des Ordens Pour le Mérite, Chef des Grenadierbataillon von Meusel Nr. 2
- Meuser (* 1947), deutscher Bildhauer und Objektkünstler
- Meuser, Bernhard (1883–1949), deutscher Politiker (CDU), MdL
- Meuser, Bernhard (* 1953), deutscher katholischer Publizist und Verleger
- Meuser, Dan (* 1964), amerikanischer Politiker der Republikanischen Partei
- Meuser, Friedrich (* 1938), deutscher Agrar- und Brotwissenschaftler
- Meuser, Gert (1936–2020), deutscher Fußballschiedsrichter
- Meuser, Karl Hans (1931–1986), deutscher Schauspieler bei Bühne und Fernsehen
- Meuser, Maik (* 1976), deutscher Journalist und FernsehmoderatorMaik Meuser (* 1976)

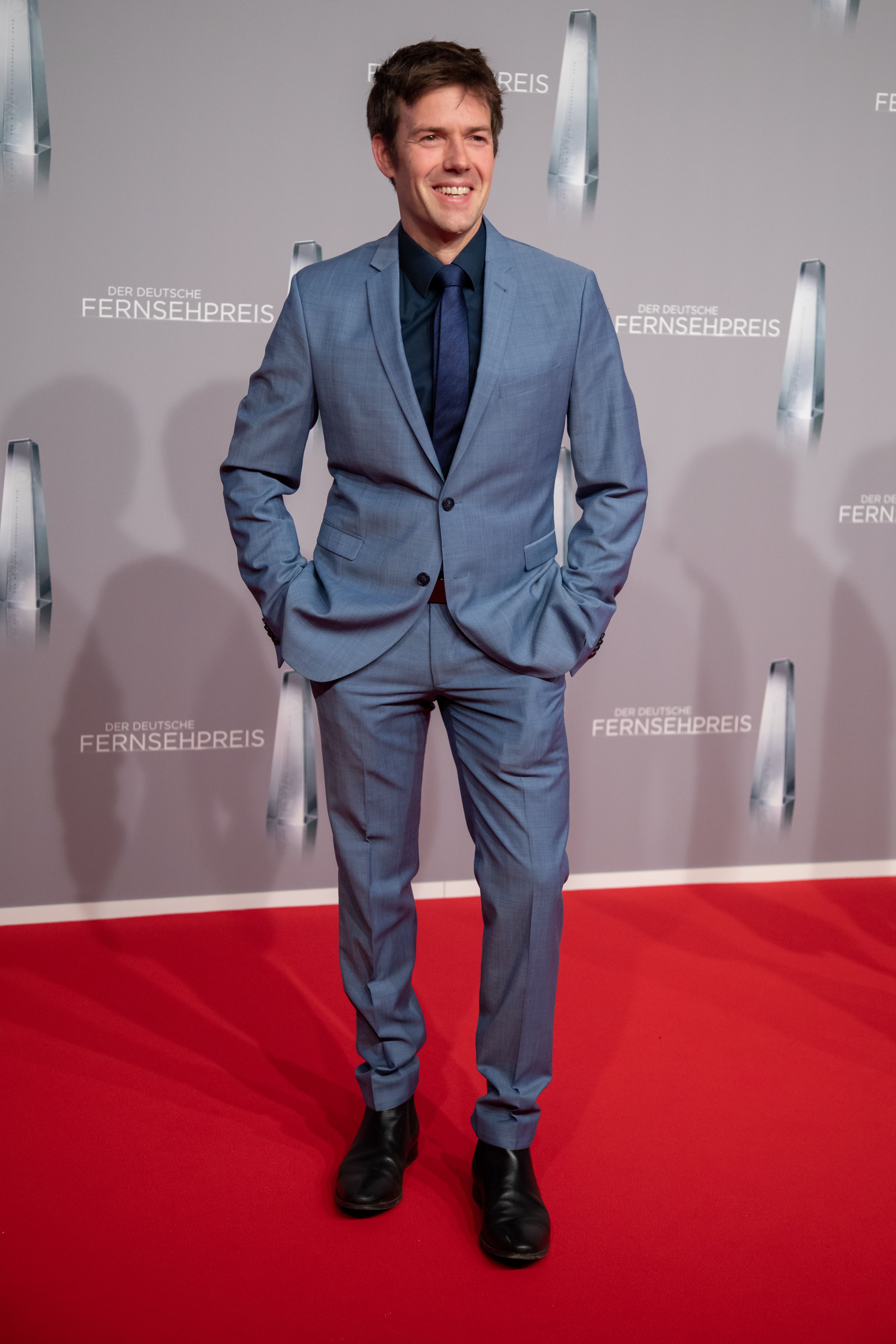
Maik Meuser (* 1976)

- Meuser, Michael (* 1952), deutscher Sozialwissenschaftler und Geschlechterforscher
- Meuser, Micki, deutscher Bassist und Musikproduzent
- Meuser, Natascha (* 1967), deutsche Architektin, Verlegerin und Hochschullehrerin
- Meuser, Philipp (* 1969), deutscher Architekt, Verleger und Hochschullehrer
- Meuser, Thomas (* 1961), deutscher Wirtschaftswissenschaftler und Hochschuldozent
- Meusinger, Helga (* 1943), deutsche Rennrodlerin
- Meusnier de la Place, Jean-Baptiste (1754–1793), französischer Mathematiker und General
- Meuss, Dietrich (1565–1626), flämischer Maler
- Meußdoerffer, Eduard (1881–1966), deutscher Brauereidirektor und Fabrikbesitzer
- Meußdoerffer, Franz (1949–2019), deutscher Hochschullehrer
- Meußdoerffer, Franz Erich (1918–2004), deutscher Manager
- Meußdoerffer, Wilhelm (1858–1931), deutscher Unternehmer und Politiker
- Meußdoerffer, Wilhelm (1887–1966), deutscher Brauereidirektor
- Meußel, Johann Heinrich (1645–1727), deutscher Schriftsteller
- Meußer, Philipp Wilhelm (1767–1828), deutscher Geistlicher und evangelischer Superintendent in Spremberg
- Meußgeier, Harald (* 1962), deutscher Politiker (AfD), MdL Bayern
- Meussling, Anna-Maria (* 1942), deutsche Restauratorin
- Meußling, Dirk (* 1967), deutscher Fotograf

### Meut
- Meuter, Hanna (1889–1964), deutsche Soziologin, Dozentin und Schriftstellerin
- Meuter, Paul (1903–1998), deutscher Kommunist
- Meutgeert, Henk (* 1947), niederländischer Jazz-Bigbandleader, Pianist und Komponist
- Meutgens, Ralf (* 1959), deutscher Journalist und Autor
- Meuth, Franz Flamin (1800–1884), deutscher Jurist und Industrieller
- Meuth, Martina (* 1948), deutsche Autorin, Journalistin und Fernsehmoderatorin
- Meuthen, Erich (1929–2018), deutscher Historiker
- Meuthen, Jörg (* 1961), deutscher Politiker (parteilos, Zentrum, AfD), MdL, MdEP und WirtschaftswissenschaftlerJörg Meuthen (* 1961)

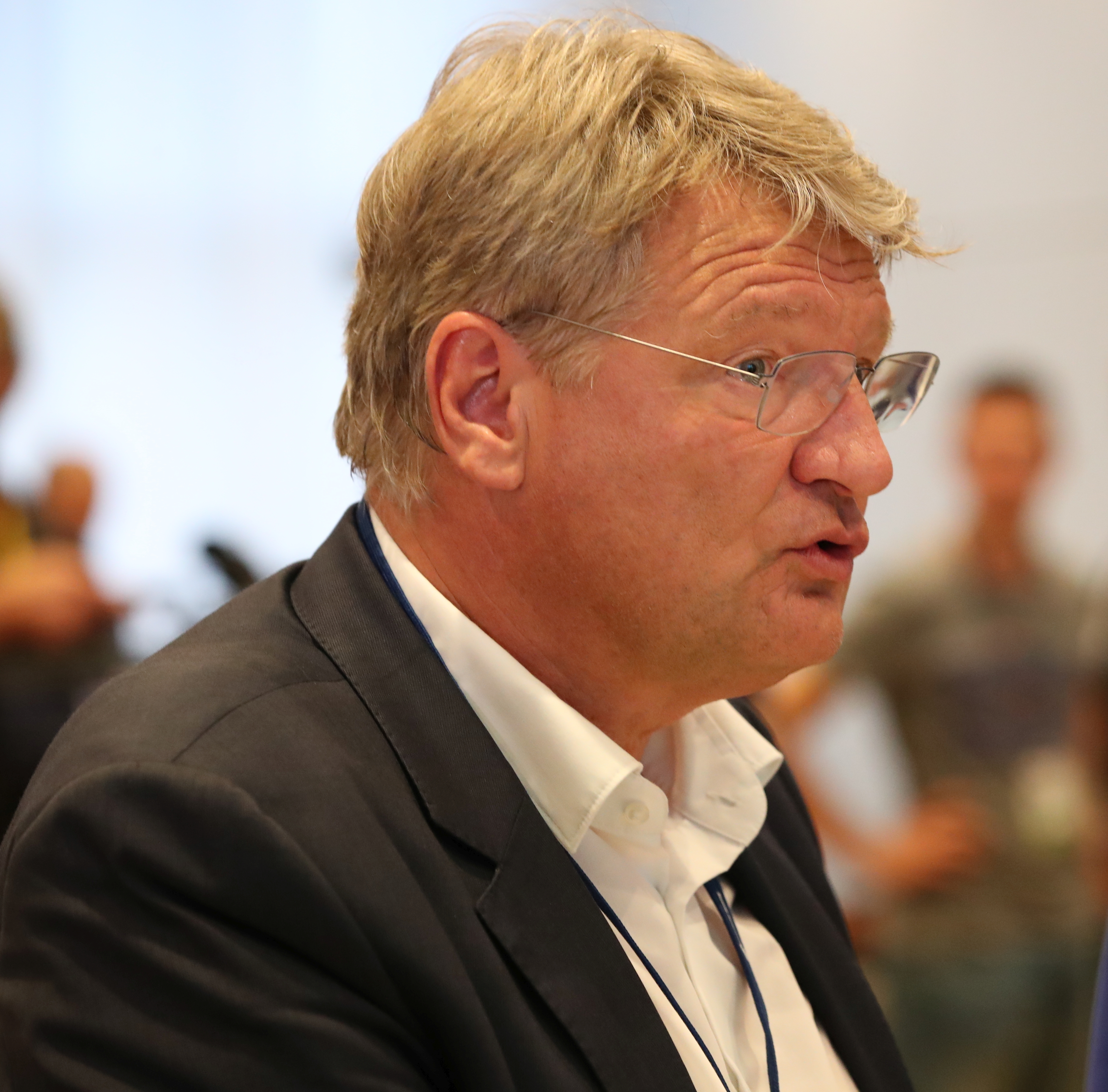
Jörg Meuthen (* 1961)

- Meutsch, Reiner (* 1955), Reiseunternehmer und Stifter
- Meutstege, Wim (* 1952), niederländischer Fußballspieler
- Meutzner, Ehregott Leberecht († 1852), deutscher Bergbeamter, Bergschullehrer und Zeichner
- Meutzner, Gotthold (1809–1887), deutscher Lehrer und Philologe

### Meuv
- Meuvret, Jean (1901–1971), französischer Historiker

### Meuw
- Meuwesen, Jannie (* 1980), namibischer Bogenschütze
- Meuwissen, Theo (* 1963), niederländischer Agrarwissenschaftler und Hochschullehrer für Bioinformatik in Norwegen
- Meuwly, Laurent (* 1974), Schweizer Leichtathletiktrainer

### Meux
- Meux, Hedworth (1856–1929), britischer Admiral of the Fleet
- Meux, Valerie, Lady (1852–1910), britische Schauspielerin